# Taguig
Taguig (en philippin : Lungsod ng Taguig) est l'une des villes et des municipalités qui forment le Grand Manille aux Philippines. Elle est située sur les rives nord-ouest du Laguna de Bay et est bordé par Muntinlupa au sud, Parañaque au sud-ouest, Pasay à l'ouest, Cainta et Taytay au nord-est et Makati, Pateros et Pasig au nord. La rivière Taguig, un affluent du fleuve Pasig traverse la moitié nord de la ville et la rivière Napindan, également affluent du fleuve Pasig, forme la frontière commune de Taguig avec Pasig.

## Urbanisme
La ville abrite plusieurs dizaines de gratte-ciel dont le plus le haut des Philippines, le Metrobank Center haut de 259 m.